# Семипалатинский зооветеринарный институт
Семипалатинский зооветеринарный (зоотехническо-ветеринарный) институт — высшее учебное заведение, существовавшее в СССР и Казахстане.

## История
В 1902 году в Семипалатинске появилась женская гимназия. Находилась она в старом здании и в марте этого же года попечительский совет гимназии обратился в городскую думу с просьбой увеличить это здание надстройкой над ним деревянного этажа. Изучив прошение, дума в ноябре 1902 года признала необходимым построить для гимназии новое каменное здание на Никольской площади. Только в июне 1906 года после литургии в Знаменском соборе состоялось освящение места под строительство нового корпуса женской гимназии, которое было окончено в 1910 году. Это было двухэтажное, кирпичное здание, крытое железом.
После Октябрьской революции гимназию перевели в другие помещения. В 1918—1919 годах, когда шла Гражданская война, здание служило штабом атамана Сибирского казачьего войска Б. В. Анненкова. Во второй половине 1919 года в нём разместили военный госпиталь, затем передали в ведение военных, и здесь работали Сибирские пехотные курсы. Затем в этом здании находился городской политехникум, а осенью 1925 года разместили Семипалатинскую губернскую партийную школу, к которой в 1936 добавили Восточно-Казахстанскую сельскохозяйственную школу. Для этой цели здание было надстроено третьим этажом.
В годы Великой Отечественной войны в стенах бывшей женской гимназии находился эвакогоспиталь № 3593.
15 декабря 1950 года Постановлением Совета Министров СССР в Семипалатинске был организован зооветеринарный институт, а местом его размещения выбрали здание бывшей женской гимназии. Открытие института состоялось 1 сентября 1952 года. Институт проработал здесь до декабря 1986 года, когда случился сильный пожар, приведший к полной непригодности здания.
В 1995 году в результате объединения семипалатинских вузов — Зооветеринарного института, Технологического института (создан в 1963 году) и Педагогического университета (образован в 1934 году) — был основан Государственный университет города Семей. Объединение состоялось на основании постановления Совета Республики Казахстан от 13 ноября 1995 года.

## Деятельность
Задачей Семипалатинского зооветеринарного института было готовить специалистов животноводства высшей квалификации. Институт имел два факультета — зоотехнический и ветеринарный; первый набор вуза составлял 300 студентов. Для их подготовки было организовано девять кафедр, оснащенных по тем временам современным оборудованием. С годами была создана библиотека, насчитывающая около десяти тысяч экземпляров научной и художественной литературы.
В становлении института принимали участие многие преподаватели, прибывшие из Алма-Атинского, Казанского, Омского, Воронежского и Ленинградского зоотехническо-ветеринарных вузов. В их числе был первый ректор Семипалатинского зооветеринарного института — У. Т. Ташмухаметов (1914—1992), ставший в 1975 году доктором биологических наук.
В 1968 году в вузе была открыта аспирантура при кафедрах крупного животноводства, овцеводства, микробиологии и вирусологии, патофизиологии, внутренних незаразных болезней, гистологии, цитологии и эмбриологии. На кафедре крупного животноводства велись работы по повышению мясо-молочной продуктивности животных и продуктивному коневодству. В хозяйствах республики было создано шесть племенных коневодческих ферм, которые стали экспериментальной базой института для разведения перспективной породы животных.
В числе выпускников Семипалатинского зооветеринарного института были известные учёные и государственный деятели; многие из них стали Почётными гражданами населенных пунктов Восточно-Казахстанской области.